# 노레그 왕국
노레그 왕국(고대 노르드어: Norégveldi 노레그벨디, 노르웨이어: Norgesveldet 노르게스벨데트[*], 뉘노르스크: Noregsveldet 노레그스벨데트[*]) 또는 누리키 왕국(고대 노르드어: Konungsríki Nuríki 코눙스리키 누리키)은 9세기에 바이킹 출신인 하랄드 1세가 여러 소왕국들을 통일함으로써 건국된 왕국이다. 노르웨이 역사상 최초의 중앙집권 정부체제를 이루었으며 오늘날 노르웨이 왕국의 전신이 되었다.